# Nuoto ai Giochi della XXXII Olimpiade - 100 metri dorso femminili
La gara di nuoto dei 100 metri dorso femminili dei Giochi della XXXII Olimpiade di Tokyo è stata disputata tra il 25 e il 27 luglio 2021 presso il Tokyo Aquatics Centre. Vi hanno partecipato 43 atlete provenienti da 35 nazioni.
La competizione è stata vinta dalla nuotatrice australiana Kaylee McKeown, mentre l'argento e il bronzo sono andati rispettivamente alla canadese Kylie Masse e alla statunitense Regan Smith.

## Record
Prima della competizione il record del mondo e il record olimpico erano i seguenti:
| Record mondiale | 57"45 | Kaylee McKeown Australia | 13 giugno 2021 Adelaide, Australia |
| Record olimpico | 58"23 | Emily Seebohm Australia  | 29 luglio 2012 Londra, Regno Unito |

Durante la competizione sono stati stabiliti i seguenti record:
| Data      | Evento       | Atleta         | Nazione     | Tempo | Record          | Nota  |
| --------- | ------------ | -------------- | ----------- | ----- | --------------- | ----- |
| 25 luglio | Batteria 4   | Kylie Masse    | Canada      | 58"17 | Record olimpico | [ 5 ] |
| 25 luglio | Batteria 5   | Regan Smith    | Stati Uniti | 57"96 | Record olimpico | [ 5 ] |
| 25 luglio | Batteria 6   | Kaylee McKeown | Australia   | 57"88 | Record olimpico | [ 5 ] |
| 26 luglio | Semifinale 1 | Regan Smith    | Stati Uniti | 57"86 | Record olimpico | [ 6 ] |
| 27 luglio | Finale       | Kaylee McKeown | Australia   | 57"47 | Record olimpico | [ 7 ] |

## Programma
| Data           | Ora (UTC+9) | Turno      |
| -------------- | ----------- | ---------- |
| 25 luglio 2021 | 19:00       | Batterie   |
| 26 luglio 2021 | 11:53       | Semifinali |
| 27 luglio 2021 | 10:51       | Finale     |

## Risultati

### Batterie
| Pos. | Batteria | Corsia | Atleta              | Nazionalità     | Tempo   | Note |
| ---- | -------- | ------ | ------------------- | --------------- | ------- | ---- |
| 1    | 6        | 4      | Kaylee McKeown      | Australia       | 57"88   | Q,   |
| 2    | 5        | 4      | Regan Smith         | Stati Uniti     | 57"96   | Q    |
| 3    | 4        | 4      | Kylie Masse         | Canada          | 58"17   | Q    |
| 4    | 6        | 5      | Kathleen Dawson     | Gran Bretagna   | 58"69   | Q    |
| 5    | 6        | 3      | Emily Seebohm       | Australia       | 58"86   | Q    |
| 6    | 5        | 5      | Rhyan White         | Stati Uniti     | 59"02   | Q    |
| 7    | 5        | 3      | Kira Toussaint      | Paesi Bassi     | 59"21   | Q    |
| 8    | 4        | 3      | Margherita Panziera | Italia          | 59"74   | Q    |
| 9    | 5        | 1      | Peng Xuwei          | Cina            | 59"78   | Q    |
| 10   | 5        | 6      | Marija Kameneva     | ROC             | 59"88   | Q    |
| 11   | 4        | 5      | Taylor Ruck         | Canada          | 59"89   | Q    |
| 12   | 4        | 7      | Anastasia Gorbenko  | Israele         | 59"90   | Q    |
| 13   | 4        | 6      | Anastasija Fesikova | ROC             | 59"92   | Q    |
| 14   | 6        | 2      | Cassie Wild         | Gran Bretagna   | 59"99   | Q    |
| 15   | 5        | 7      | Maaike de Waard     | Paesi Bassi     | 1'00"03 | Q    |
| 16   | 4        | 1      | Anna Konishi        | Giappone        | 1'00"04 | Q    |
| 17   | 3        | 2      | Mimosa Jallow       | Finlandia       | 1'00"06 |      |
| 18   | 5        | 8      | Katalin Burián      | Ungheria        | 1'00"07 |      |
| 18   | 6        | 8      | Ingeborg Løyning    | Norvegia        | 1'00"07 |      |
| 20   | 4        | 8      | Lee Eun-ji          | Corea del Sud   | 1'00"14 |      |
| 21   | 5        | 2      | Michelle Coleman    | Svezia          | 1'00"54 |      |
| 22   | 6        | 7      | Chen Jie            | Cina            | 1'00"63 |      |
| 23   | 3        | 5      | Béryl Gastaldello   | Francia         | 1'00"69 |      |
| 24   | 6        | 1      | Laura Riedemann     | Germania        | 1'00"81 |      |
| 25   | 3        | 3      | Danielle Hill       | Irlanda         | 1'00"86 |      |
| 26   | 3        | 6      | Stephanie Au        | Hong Kong       | 1'01"07 |      |
| 27   | 4        | 2      | Simona Kubová       | Rep. Ceca       | 1'01"35 |      |
| 28   | 2        | 5      | Tatiana Salcuțan    | Moldavia        | 1'01"59 |      |
| 29   | 3        | 8      | Lena Grabowski      | Austria         | 1'01"80 |      |
| 30   | 3        | 1      | Daryna Zevina       | Ucraina         | 1'01"97 |      |
| 31   | 2        | 7      | McKenna DeBever     | Perù            | 1'02"09 |      |
| 32   | 3        | 7      | Isabella Arcila     | Colombia        | 1'02"28 |      |
| 33   | 2        | 4      | Ali Galyer          | Nuova Zelanda   | 1'02"65 |      |
| 34   | 1        | 5      | Donata Katai        | Zimbabwe        | 1'02"73 |      |
| 35   | 2        | 6      | Krystal Lara        | Rep. Dominicana | 1'03"07 |      |
| 36   | 2        | 3      | Celina Márquez      | El Salvador     | 1'03"75 |      |
| 37   | 2        | 1      | Danielle Titus      | Barbados        | 1'04"53 |      |
| 38   | 2        | 2      | Felicity Passon     | Seychelles      | 1'04"66 |      |
| 39   | 1        | 4      | Maana Patel         | India           | 1'05"20 |      |
| 40   | 2        | 8      | Diana Nazarova      | Kazakistan      | 1'06"99 |      |
| 41   | 1        | 3      | Kimberly Ince       | Grenada         | 1'10"24 |      |
| -    | 3        | 4      | Louise Hansson      | Svezia          | -       | DNS  |
| -    | 6        | 6      | Anastasija Škurdaj  | Bielorussia     | -       | DNS  |

### Semifinali
| Pos. | Semifinale | Corsia | Atleta              | Nazionalità   | Tempo   | Note |
| ---- | ---------- | ------ | ------------------- | ------------- | ------- | ---- |
| 1    | 1          | 4      | Regan Smith         | Stati Uniti   | 57"86   | Q    |
| 2    | 2          | 5      | Kylie Masse         | Canada        | 58"09   | Q    |
| 3    | 2          | 4      | Kaylee McKeown      | Australia     | 58"11   | Q    |
| 4    | 1          | 3      | Rhyan White         | Stati Uniti   | 58"46   | Q    |
| 5    | 1          | 5      | Kathleen Dawson     | Gran Bretagna | 58"56   | Q    |
| 6    | 2          | 3      | Emily Seebohm       | Australia     | 58"59   | Q    |
| 7    | 2          | 6      | Kira Toussaint      | Paesi Bassi   | 59"09   | Q    |
| 8    | 1          | 7      | Anastasia Gorbenko  | Israele       | 59"30   | Q    |
| 9    | 2          | 7      | Taylor Ruck         | Canada        | 59"45   |      |
| 10   | 1          | 2      | Marija Kameneva     | ROC           | 59"49   |      |
| 11   | 1          | 6      | Margherita Panziera | Italia        | 59"75   |      |
| 12   | 2          | 2      | Peng Xuwei          | Cina          | 59"98   |      |
| 13   | 1          | 8      | Anna Konishi        | Giappone      | 1'00"07 |      |
| 14   | 1          | 1      | Cassie Wild         | Gran Bretagna | 1'00"20 |      |
| 14   | 2          | 1      | Anastasija Fesikova | ROC           | 1'00"20 |      |
| 16   | 2          | 8      | Maaike de Waard     | Paesi Bassi   | 1'00"49 |      |

### Finale
| Pos.    | Corsia | Atleta             | Nazionalità   | Tempo | Note            |
| ------- | ------ | ------------------ | ------------- | ----- | --------------- |
| Oro     | 4      | Kaylee McKeown     | Australia     | 57"47 | Record olimpico |
| Argento | 5      | Kylie Masse        | Canada        | 57"72 |                 |
| Bronzo  | 4      | Regan Smith        | Stati Uniti   | 58"05 |                 |
| 4       | 3      | Rhyan White        | Stati Uniti   | 58"43 |                 |
| 5       | 3      | Emily Seebohm      | Australia     | 58"45 |                 |
| 6       | 5      | Kathleen Dawson    | Gran Bretagna | 58"70 |                 |
| 7       | 6      | Kira Toussaint     | Paesi Bassi   | 59"11 |                 |
| 8       | 7      | Anastasia Gorbenko | Israele       | 59"53 |                 |